# 榮河縣
榮河縣，中国旧县名。古城遺址在今山西萬榮縣榮河鎮西南8.5公里的龙井村。
北宋大中祥符四年(1011年)，「榮光冪河」，遂將寶鼎縣名改為榮河，初屬陝西路，後歸河中府。金貞祐三年(1215年)，改升榮州，屬河中府。元初廢州復縣，仍為榮河縣，屬河中府。清仍為榮河縣，屬平陽府蒲州。雍正六年(1728)，升蒲州為蒲州府，榮河隨屬。
民国初年，全国廢府。民國3年(1914年)，設道，屬河東道。16年(1927年)撤道，縣名仍舊，直屬山西省政府。民國34年(1945年)在運城設第十五(後改第十四)專署，縣從屬。1950年1月，屬山西省人民政府運城行政督察專員公署。1954年8月15日，萬泉、榮河合併為萬榮縣，屬晉南專區。